# 阿拉米略
阿拉米略，是西班牙卡斯蒂利亚-拉曼恰雷阿尔城省的一个市镇。 总面积67平方公里，总人口663人（2001年），人口密度10人/平方公里。